# Michielina della Pietà
Michielina della Pietà, född 1700, död 1744, var en italiensk kompositör.
Della Pietà, ett hittebarn som som spädbarn antogs till Ospedale della Pietà i Venedig , fick en grundlig musikalisk utbildning från tidig barndom i klostrets kör, eller musikskola; hon blev dess huvudorganist och var aktiv som violinist i orkestern. Som kompositör var hon aktiv under de år då Francesco Gasparini, Giovanni Porta, Gennaro D'Alessandro, Nicola Porpora och Andrea Bernasconi var chefer för institutet; hon fick också auktorisering att undervisa 1726. Hon är känd för att ha komponerat en litania för Jesu födelse 1740 och för att ha skrivit en tonsättning av hymnen Pange lingua 1741. Ingenting ytterligare är känt om hennes aktiviteter eller liv.
Tillsammans med Agata och Santa della Pietà var della Pietà ett av tre föräldralösa barn från sjukhuset som senare i livet blev kompositör.